# Ісабель Фернандес де Сото
Ісабель Фернандес де Сото (ісп. Isabel Fernández de Soto; нар. 18 вересня 1950) — колишня колумбійська тенісистка.
Здобула 2 парні титули туру WTA.
Найвищим досягненням на турнірах Великого шолома були чвертьфінали в парному та змішаному парному розрядах.

## Фінали Туру WTA

### Парний розряд (2–1)
| Результат | W–L | Дата          | Турнір            | Партнерка           | Суперниці                     | Рахунок       |
| --------- | --- | ------------- | ----------------- | ------------------- | ----------------------------- | ------------- |
| Поразка   | 0–1 | серпень 1973  | Індіанаполіс, США | Фйорелла Бонічеллі  | Патті Гоган Шерон Волш        | 4–6, 4–6      |
| Перемога  | 2–0 | березень 1974 | Даллас, США       | Мартіна Навратілова | Карен Крантцке Вірджинія Вейд | 6–3, 3–6, 6–3 |
| Перемога  | 2–1 | серпень 1975  | Індіанаполіс, США | Фйорелла Бонічеллі  | Гейл Шанфро Джулі Гелдман     | 3–6, 7–5, 6–3 |